# Ruidera (kommunhuvudort)
Ruidera är en kommunhuvudort i Spanien.   Den ligger i provinsen Provincia de Ciudad Real och regionen Kastilien-La Mancha, i den centrala delen av landet, 170 km söder om huvudstaden Madrid. Ruidera ligger 787 meter över havet och antalet invånare är 598. Den ligger vid sjöarna  Laguna del Rey och Laguna de la Colgada.
Terrängen runt Ruidera är huvudsakligen platt. Ruidera ligger nere i en dal. Runt Ruidera är det glesbefolkat, med 10 invånare per kvadratkilometer. Närmaste större samhälle är Ossa de Montiel, 12,0 km öster om Ruidera. Omgivningarna runt Ruidera är i huvudsak ett öppet busklandskap.